# Стерн, Николас
Николас Герберт Стерн, барон Стерн Брентфордский (англ. Nicholas Herbert Stern, Baron Stern of Brentford; род. 22 апреля 1946, Хаммерсмит, Лондон) — британский учёный-экономист, специалист по вопросам экономического развития — в особенности в связи с изменением климата.  В 2004 году был посвящён в рыцари, а в 2007 году ему было присвоено звание пожизненного пэра. Член Британской академии с 1993 и её президент в 2013—2017 гг.. Член Лондонского королевского общества (2014) и иностранный член Американского философского общества (2015).
Возглавляет Grantham Research Institute on Climate Change and the Environment Лондонской школы экономики, профессор последней (с 2000 и в 1986—1997).
Прежде главный экономист Всемирного банка (2000—2003) и ЕБРР (1994—1999), являлся главным экономическим советником британского правительства.
Лауреат премии «Голубая планета» (2009) и BBVA Foundation Frontiers of Knowledge Award (2010), других отличий.
Автор Stern Review (2006).

## Биография
Родился в семье немецкого еврея, эмигрировавшего в Великобританию в 1938 году после Ночи разбитых витрин. Вырос в Брентфорде.
Окончил Кембридж (бакалавр математики).
В Оксфордском университете получил степень доктора философии по экономике.
В 1974—1975 гг. около восьми месяцев провёл с исследовательскими целями в Индии в г. Паланпуре, куда не единожды возвращался впоследствии и с которым поддерживает связи и поныне.
С 1986 по 1993 год преподавал в Лондонской школы экономики, занимал именную кафедру экономики. Также работал в Оксфорде, MIT, Ecole Polytechnique, Коллеж де Франс, Indian Statistical Institute, Китайском народном университете в Пекине и др.
В 1994—1999 гг. главный экономист Европейского банка реконструкции и развития.
В 2000—2003 гг. главный экономист (преемник Джозефа Стиглица) и старший вице-президент Всемирного банка.
В 2003—2005 гг. второй постоянный секретарь Казначейства Её Величества.
В 2003—2007 гг. руководитель Правительственной экономической службы (Government Economic Service).
С 2007 года именной профессор (IG Patel Professor) Лондонской школы экономики, возглавляет её Научно-исследовательский институт Грантема по изменению климата и окружающей среде (Grantham Research Institute on Climate Change and the Environment) с его создания в 2008 году, также директор там India Observatory.

С 1981 по 1998 год редактор Journal of Public Economics.
Президент European Economic Association (2009) и Royal Economic Society (2018—2019).
В 2012—2016 гг. заместитель председателя попечителей Британского музея.
Почётный фелло St Catherine's College, Oxford и др.
Иностранный почётный член Американской академии искусств и наук (1998), фелло Эконометрического общества.
Автор Stern Review (2006). Как отмечается: «Хотя множество научных работ по экономике изменения климата появлялось и до доклада Стерна, ни одна из них не была настолько фундаментальной и не вызвала такого резонанса. Можно сказать, что именно доклад Стерна сформировал экономику изменения климата как зрелую академическую дисциплину».
Автор 21 книги и более ста статей. Первые книги — о чае в Кении и Зелёной революции в Индии.
Последние книги
- «Growth and Empowerment: Making Development Happen» (MIT Press, 2005)
- «A Blueprint for a Safer Planet» (Random House, 2009)
- «Why are We Waiting? The Logic, Urgency, and Promise of Tackling Climate Change» (MIT Press, 2015)
- How Lives Change: Palanpur, India and Development Economics (with Himanshu and Peter Lanjouw) (OUP, 2018)

## Награды и отличия
- Медаль покровителей, Королевское географическое общество (2009)
- Премия «Голубая планета» (2009)
- Prince Albert II of Monaco Foundation Award of Honour[англ.] (2009)
- Corine Literature Prize[англ.] (2009)
- International Association for Impact Assessment[англ.] (IAIA) Global Environment Award (2010)
- BBVA Foundation Frontiers of Knowledge Award (2010)[9]
- Leontief Prize, Университет Тафтса (2010)
- Stephen Schneider Award for Climate Communication (2013)
- British Institute of Energy Economics Prize for Outstanding Contributions to British Energy Economics (2014)[13]
- Schumpeter-Preis[нем.] (2015)
- Best Use of Evidence Award, Political Studies Association[англ.] (2016)
- Lifetime Achievement Award, Business Green Leaders Awards (2016)

Удостоен 13 почётных степеней, в частности почётный доктор Гентского университета.
Среди других наград: орден Кавалеров Почёта (2017, стал четвёртым удостоенным его экономистом), мексиканский орден Ацтекского орла (2012).